# Староєгипетська рання мова
Староєгипетська рання мова — мова жителів Стародавнього Єгипту, одна зі стадій єгипетської мови. Основне поширення - Додинастичний період і період Раннього царства (бл. XXXI-XXVI ст. до н. е.).

## Періодизація
Близько XXXI-XXVI ст. до н. е. сучасні дослідники виділяють початкову стадію староєгипетської мови — «ранню» староєгипетську мову, якій відповідає час правління 00, 0, I, II, III династій фараонів. Основні ознаки цієї мови зберігалися до царювання IV династії — її період правління вважається завершенням поступової трансформації ранньої староєгипетської мови в староєгипетський «класичний», розвиток якого припадає на період Стародавнього царства. Багато роботах вчених XX століття (А. Х. Гардінер, М. А. Коростовцев, Н. С. Петровський) рання фаза староєгипетської мови ще не виділялася.

## Пам'ятники

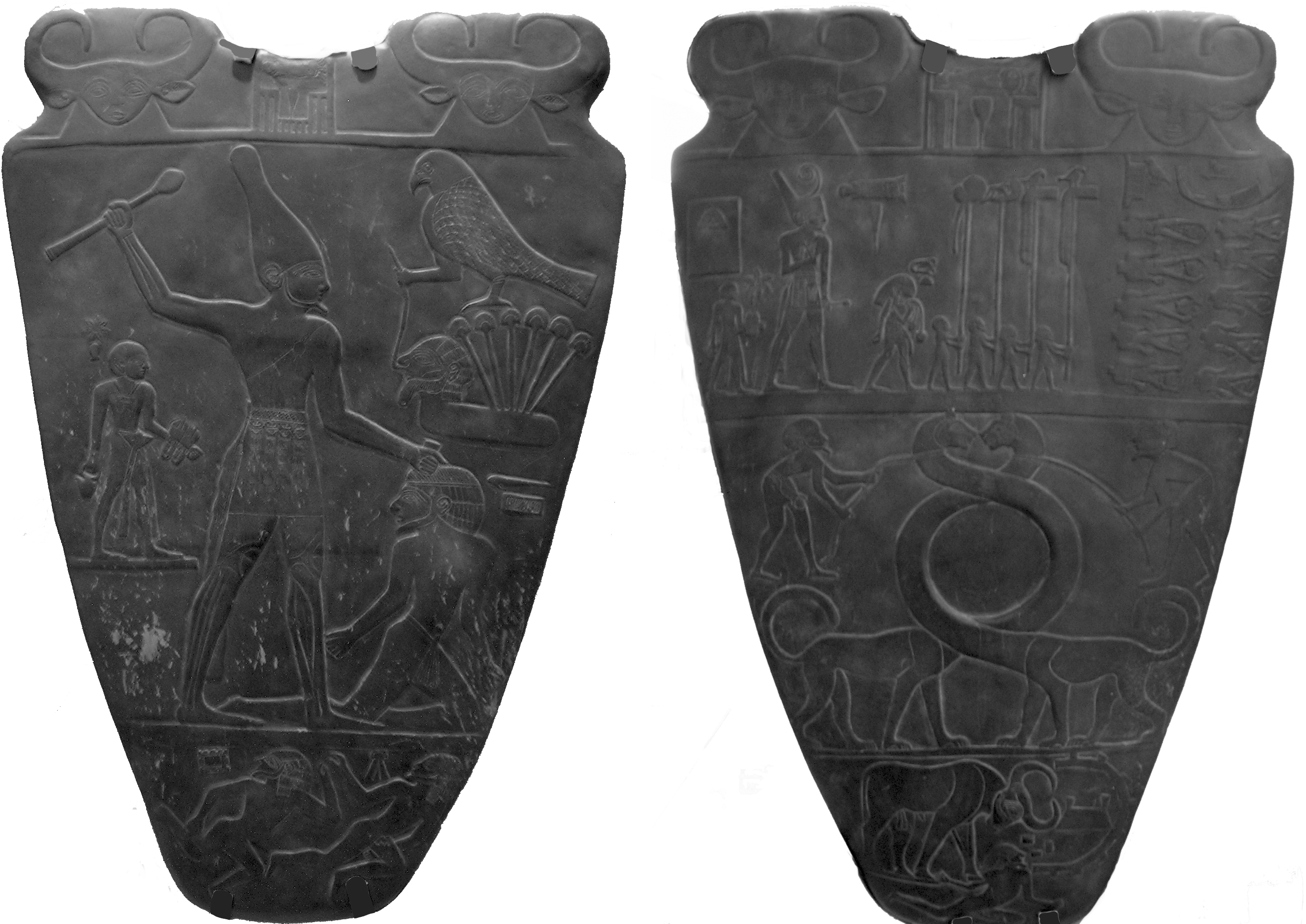
Палета фараона Нармера (бл. XXX ст. до н. е., Алеврит, Каїрський єгипетський музей)

Письмові свідчення, за якими реконструйовано ранню староєгипетську мову, знаходять на палетках, ярликах тощо, переважно вони містять імена та титули правителів. Виконані написи архаїчним ієрогліфічним листом, принципова відмінність такої писемності від пізнішої в тому, що вона ще, по суті, представлена не так текстами, як ребусами. Найвідомішими пам'ятниками раннього староєгипетського листа можна вважати палетку та булаву фараона Нармера (0 або I династія). Вивчати фонетику та граматику ранньої староєгипетської мови за наявними знахідками вкрай складно, на сьогодні є лише обмежені теоретичні дані.